# Klaus Walter Littger
Klaus Walter Littger (* 11. September 1944 in Waldbröl) ist ein deutscher Bibliothekar und Historiker.

## Leben und Wirken
Klaus Walter Littger studierte Germanistik und Geschichte; nach seinem Staatsexamen für den höheren Schuldienst (1970) promovierte er 1971 an der Universität Bonn. Zunächst war er als wissenschaftlicher Mitarbeiter am Germanistischen Institut der Universität Münster bzw. am Germanistischen Seminar der Universität Bonn tätig. Als Bibliotheksreferendar an der Universitätsbibliothek Bonn begann er 1973 die Ausbildung für den höheren Bibliotheksdienst und legte 1975 am Bibliothekar-Lehrinstitut des Landes Nordrhein-Westfalen die Fachprüfung hierfür ab. Von 1975 bis 1977 war er als wissenschaftlicher Bibliothekar an der Universitätsbibliothek Duisburg tätig. 1977 wechselte er an die Universitätsbibliothek Eichstätt. Dort arbeitete er bis zum Eintritt in den Ruhestand 2009 als Fachreferent, Ausbildungsleiter und Leiter der Handschriftenabteilung. 1991 wurde er zum stellvertretenden Bibliotheksdirektor ernannt.
Littger konzipierte zahlreiche Ausstellungen seiner Bibliothek und bearbeitete deren Kataloge, er veröffentlichte außerdem über wertvolle Bestände der Universitätsbibliothek Eichstätt und anderer bayerischer Bibliotheken.

## Schriften
- Einige literarische Vereine und ihre Veröffentlichungen. Deutsche Schillergesellschaft, Jean-Paul-Gesellschaft, Adalbert-Stifter-Vereinigungen. Bibliothekar-Lehrinstitut des Landes Nordrhein-Westfalen, Köln 1974.
- Studien zum Auftreten der Heiligennamen im Rheinland (= Münstersche Mittelalter-Schriften. Bd. 20). Fink, München 1975, ISBN 3-7705-1228-6 (Dissertation Universität Bonn).
- (Bearb.): Johann Anton Fils. Ein Eichstätter Komponist der Mannheimer Klassik. Ausstellung zum 250. Geburtstag (= Schriften der Universitätsbibliothek Eichstätt. Bd. 2). Schneider, Tutzing 1983, ISBN 3-7952-0406-2.
- (Bearb.): 100 Jahre Historischer Verein Eichstätt 1886–1986. Ausstellung Juli – September 1986 (= Schriften der Universitätsbibliothek Eichstätt. Bd. 8). Eichstätt 1986, ISBN 3-924109-06-0.
- Die Universitätsbibliothek Eichstätt. In: Bibliotheksforum Bayern, Jg. 15 (1987), S. 135–150.
- (Bearb.): Musik in Eichstätt. Beiträge zur Geschichte der Hofmusik und Katalog; [Ausstellung: 14. Oktober bis 30. November 1988 in der ehemaligen Staats- und Seminarbibliothek am Hofgarten, Eichstätt] (= Schriften der Universitätsbibliothek Eichstätt. Bd. 12). Schneider, Tutzing 1988, ISBN 3-7952-0577-8.
- (Bearb.): Ein alter und ein neuer Bund. Aus der Ingolstadt-Eichstätter Universitätsgeschichte 1472–1989 [Eine Ausstellung der Universitätsbibliothek Eichstätt ... ] (= Schriften der Universitätsbibliothek Eichstätt. Bd. 15). Eichstätt 1990, ISBN 3-924109-11-7.
- (Bearb.): Die Bibliothek des Bischöflichen Seminars St. Willibald. Aus 250 Jahren Eichstätter Bibliotheksgeschichte. Ausstellungskatalog und Bibliothekskatalog von 1745 (= Schriften der Universitätsbibliothek Eichstätt. Bd. 22). Eichstätt 1993, ISBN 3-924109-20-6.
- Die Bibliothek Dr. med. Johann Scheifler (1612–1671) (= Kataloge der Universitätsbibliothek Eichstätt, Reihe 5: Nachlassbibliotheken. Bd. 2). Harrassowitz, Wiesbaden 1993, ISBN 3-447-03319-3.
- (Bearb.): Transzendente Treppen. Treppen zwischen Erde und Himmel. Ein Ausstellungskatalog als Vademecum Scalalogicum (= Schriften der Universitätsbibliothek Eichstätt. Bd. 33). Eichstätt 1996, ISBN 3-924109-29-X.
- (Red.): Inkunabeln der Lithographie aus der Sammlung Eugen Brüschwiler. Ausstellung zur 200-jährigen Wiederkehr der Erfindung der Lithographie (= Schriften der Universitätsbibliothek Eichstätt. Bd. 37). Eichstätt 1998, ISBN 3-924109-31-1.
- Ein Brief lehre aus der Kanzlei Bischof Martins von Schaumberg. In: ders. (Hrsg.): Beiträge zur Eichstätter Geschichte. Brun Appel zum 65. Geburtstag. Historischer Verein Eichstätt 1999, ISBN 3-9805508-2-6, S. 344–356.
- Die Übernahme der Zentralbibliothek der Bayerischen Kapuziner in Altötting durch die Universitätsbibliothek Eichstätt. In: Jahrbuch Kirchliches Buch- und Bibliothekswesen, Bd. 1 (2000), S. 133–140.
- (Hrsg.): Orpheus in den Künsten. [Ausstellung der Universitätsbibliothek Eichstätt-Ingolstadt in der Staats- und Seminarbibliothek Eichstätt, 17. Juli – 18. Oktober 2002] (= Schriften der Universitätsbibliothek Eichstätt. Bd. 55). Harrassowitz, Wiesbaden 2002, ISBN 3-447-04610-4.
- Alte Sonderbestände bayerischer Universitätsbibliotheken. In: ders. (Hrsg.): Entwicklungen und Bestände. Bayerische Bibliotheken im Übergang zum 21. Jahrhundert. Hermann Holzbauer zum 65. Geburtstag. Harrassowitz, Wiesbaden 2003, ISBN 3-447-04730-5, S. 143–156.
- (Hrsg.): Jephtas Tochter. Eine alttestamentliche Geschichte in Eichstätt [Eine Ausstellung der Universität Eichstätt-Ingolstadt zum Ökumenischen Jahr der Bibel 2003 vom 26. November 2003 bis 16. Januar 2004] (= Schriften der Universitätsbibliothek Eichstätt. Bd. 57). Harrassowitz, Wiesbaden 2003, ISBN 3-447-04845-X.
- Zur Säkularisation in Bayern am Beispiel des Fürstbistums Eichstätt. In: Jahrbuch Kirchliches Buch- und Bibliothekswesen, Bd. 4 (2003), S. 71–104.
- (Hrsg.): Kant und der Katholizismus. Ausstellungskatalog (= Schriften der Universitätsbibliothek Eichstätt. Bd. 62). Harrassowitz, Wiesbaden 2005, ISBN 3-447-05112-4.
- Neumayr versus Suttner, Krug vs Garnier, Kritische Vernunft vs doctrinae divinae. Eichstätter Bibliothekssystematik im 19. Jahrhundert. In: Norbert Fischer (Hrsg.): Kant und der Katholizismus. Stationen einer wechselhaften Geschichte (= Forschungen zur europäischen Geistesgeschichte. Bd. 8). Herder, Freiburg 2005, ISBN 3-451-28507-X, S. 365–378.
- Handschriften in kirchlichen Bibliotheken. In: Jahrbuch Kirchliches Buch- und Bibliothekswesen, Bd. 6 (2005/2006), S. 11–21.
- Armarium – Museum – Universum. Zum Umgang mit bibliothekarischem Kulturgut. In: Jahrbuch Kirchliches Buch- und Bibliothekswesen, Bd. 7 (2007/2008), S. 9–42.
- Fragile Guthaben. Eigentumsverhältnisse bei kirchlichen Bibliotheken. In: Johannes Merz (Hrsg.): Kirchliche Buchbestände als Quelle der Kulturgeschichte (= Veröffentlichungen der Arbeitsgemeinschaft Katholisch-Theologischer Bibliotheken. Bd. 5). Echter, Würzburg 2010, ISBN 978-3-429-03238-8, S. 109–126.
- Die staatlichen Handschriften (= Kataloge der Universitätsbibliothek Eichstätt. Reihe 2. Bd. 1). Harrassowitz, Wiesbaden 2012, ISBN 978-3-447-06677-8.
- Im Wort Gottes zu Hause. Prolegomena einer kirchlichen Bibliothekstypologie. In: Jahrbuch Kirchliches Buch- und Bibliothekswesen, N.F., Bd. 1 (2013), S. 103–130.
- (Mithrsg.): Hexenverfolgung im Bistum Eichstätt (= Beiträge zur Geschichte der Diözese Eichstätt. Bd. 2). EOS, Sankt Ottilien 2020, ISBN 978-3-8306-8019-2.